# Коцебу (залив)

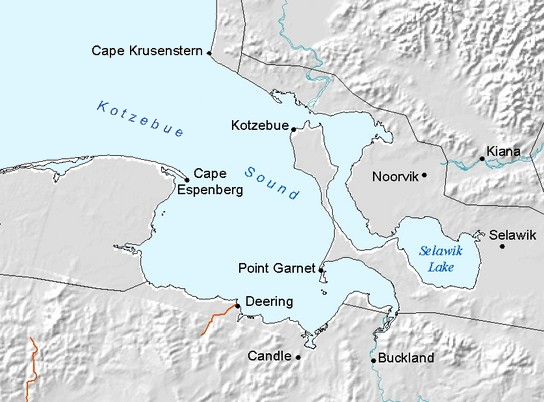
Коцебу на карте

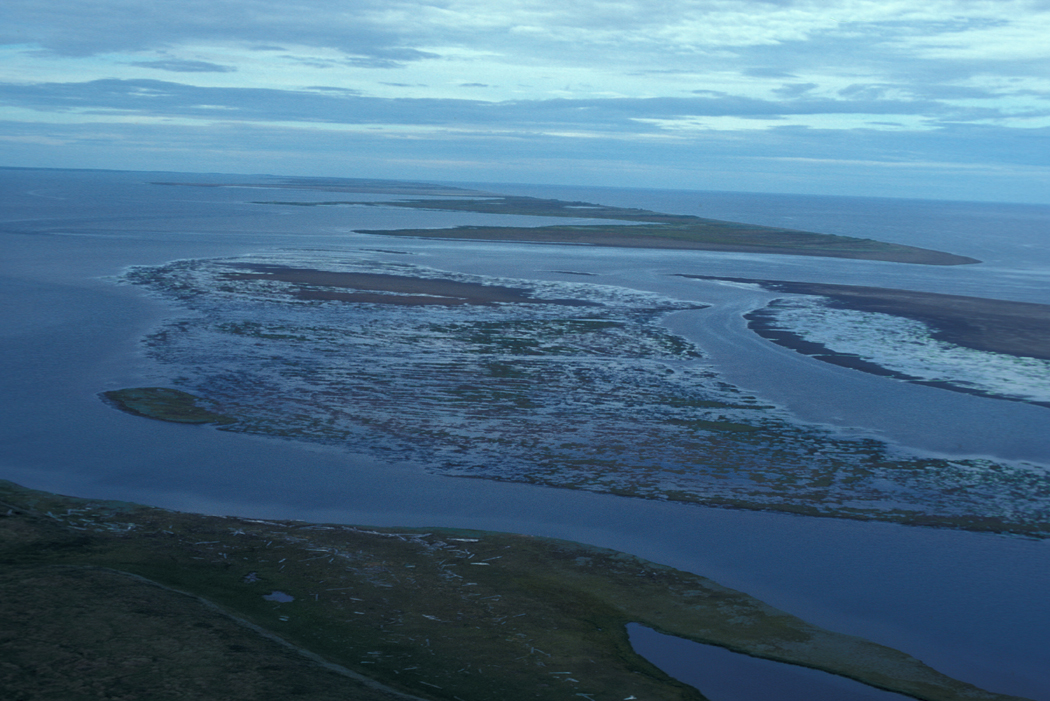

Коцебу́ (англ. Kotzebue Sound) — залив Чукотского моря у западного берега Аляски. Длина — 160 км, ширина у входа — 54 км, во внутренней части — около 130 км. Глубины 13—25 м. Большую часть года покрыт льдом. Приливы неправильные, полусуточные, их величина около 0,5 м. Открыт в 1816 русской экспедицией под руководством Отто Коцебу и назван его именем.